# Louis Dutrey
Pour les articles homonymes, voir Dutrey.
Pas d'image ? Cliquez ici

a Compétitions nationales et continentales officielles uniquement.

Louis Dutrey, né le 8 février 1894 à Perpignan (Pyrénées-Orientales) et mort le 22 février 1941 à Marseille (Bouches-du-Rhône), est un joueur français de rugby à XV évoluant au poste de centre.

## Biographie

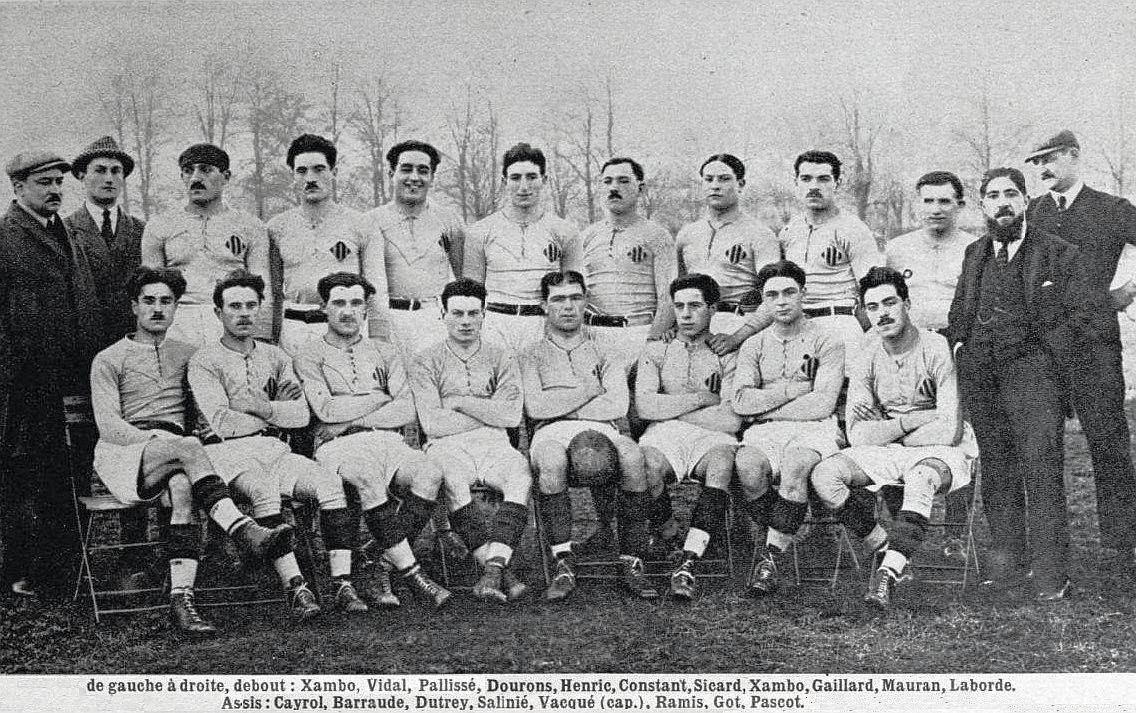
L'équipe de l'US Perpignan en mars 1921. Louis Dutrey est le troisième assis en partant de la gauche.

Louis Dutrey naît le 8 février 1894 à Perpignan dans le département français des Pyrénées-Orientales,.
Louis Dutrey évolue à l'AS Perpignan puis dans les années 1920 à l'US Perpignan. Il joue la finale du Championnat de France en 1920-1921, remportée face au Stade toulousain sur le score de 5 points à 0. Il est ensuite joueur du Stade olympien perpignanais et de l'Olympique de Marseille.
Il meurt le 22 février 1941 à Marseille.

## Palmarès
- - Vainqueur du Championnat de France en 1921 avec l'US Perpignan.